# Gastón Ávila
Gastón Luciano Ávila (Rosario, 30 september 2001) is een Argentijns voetballer die sinds 2023 uitkomt voor AFC Ajax.

## Clubcarrière
Ávila maakte zijn profdebuut in het shirt van Boca Juniors tegen CA Talleres (2-1 winst). In het seizoen 2021 werd hij uitgeleend aan Rosario Central, de club waar Boca Juniors hem destijds wegplukte. Hij debuteerde bij tijdens een 2-1 gewonnen wedstrijd tegen AA Argentinos Juniors. Bij Rosario Central speelde Ávila 35 wedstrijden waarin hij drie keer scoorde. Hierna keerde hij terug bij Boca Juniors, voor Boca Juniors kwam hij tot twaalf wedstrijden onder twee periodes. 
In juli 2022 ondertekende hij een vijfjarig contract bij de Belgische eersteklasser Royal Antwerp FC. Hij startte in het tweede elftal en na een aanpassingsperiode kwam hij uit voor het eerste team. Met Antwerp werd hij kampioen van België en won hij de beker.
Na een seizoen bij Antwerp tekende hij in augustus 2023 een vijfjarig contract bij Ajax. Met de transfer was een bedrag van 12,5 miljoen tot 14,5 miljoen euro gemoeid. Hij was een van de aankopen onder verantwoordelijkheid van technisch directeur Sven Mislintat. Op 3 september debuteerde hij voor Ajax, als basisspeler in de uitwedstrijd tegen Fortuna Sittard. Op 21 september maakte hij tijdens de thuiswedstrijd tegen Olympique Marseille als invaller zijn debuut in een Europees toernooi (de Europa League). Na het testen van Ávila als linksback kwamen zowel trainer John van 't Schip als Ávila zelf tot de conclusie dat dit niet zijn beste positie is. Hij moest zich dus richten op de positie van linker centrale verdediger, maar deze positie werd meestal al bezet door Jorrel Hato. Ávila kreeg hierdoor weinig speeltijd, en als hij wel speelde, verliep dit niet altijd even goed. In januari 2024 scheurde hij de voorste kruisband in zijn linkerknie.
Op 18 januari 2025 maakte Ajax bekend dat de verdediger tot het eind van 2025 zou worden verhuurd aan Fortaleza EC. In de overeenkomst is een optie tot koop opgenomen.

## Statistieken
| Seizoen | Club              | Land                | Competitie                    | Competitie | Competitie | Beker | Beker | Supercup | Supercup | Internationaal | Internationaal | Totaal | Totaal |
| Seizoen | Club              | Land                | Competitie                    | Wed.       | Dlp.       | Wed.  | Dlp.  | Wed.     | Dlp.     | Wed.           | Dlp.           | Wed.   | Dlp.   |
| ------- | ----------------- | ------------------- | ----------------------------- | ---------- | ---------- | ----- | ----- | -------- | -------- | -------------- | -------------- | ------ | ------ |
| 2020    | Boca Juniors      | Vlag van Argentinië | Primera División              | 1          | 0          | 4     | 0     | —        | —        | 0              | 0              | 5      | 0      |
| 2021    | → Rosario Central | Vlag van Argentinië | Primera División              | 17         | 3          | 10    | 0     | —        | —        | 8              | 0              | 35     | 3      |
| 2022    | Boca Juniors      | Vlag van Argentinië | Primera División              | 1          | 0          | 4     | 0     | —        | —        | 2              | 0              | 7      | 0      |
| 2022/23 | Royal Antwerp FC  | Vlag van België     | Jupiler Pro League            | 22         | 0          | 4     | 0     | —        | —        | 0              | 0              | 26     | 0      |
| 2023/24 | Royal Antwerp FC  | Vlag van België     | Jupiler Pro League            | 2          | 0          | 0     | 0     | 1        | 0        | 0              | 0              | 3      | 0      |
| 2023/24 | AFC Ajax          | Vlag van Nederland  | Eredivisie                    | 5          | 0          | 1     | 0     | 0        | 0        | 2              | 0              | 8      | 0      |
| 2024/25 | Fortaleza EC      | Vlag van Brazilië   | Campeonato Brasileiro Série A | 0          | 0          | 1     | 0     | 0        | 0        | 0              | 0              | 1      | 0      |
| TOTAAL  | TOTAAL            | TOTAAL              | TOTAAL                        | 43         | 3          | 22    | 0     | 1        | 0        | 10             | 0              | 85     | 3      |

Bijgewerkt op 9 januari 2024.

## Erelijst
| Eerste klasse A    | 1x | 2022/23 |
| Beker van België   | 1x | 2022/23 |
| Belgische Supercup | 1x | 2023    |

2 Rosa ·
3 Gaaei ·
4 Hato ·
5 Wijndal ·
6 Henderson  ·
8 Taylor ·
9 Brobbey ·
12 Gorter ·
13 Kaplan ·
15 Baas ·
16 Matheus ·
17 Edvardsen ·
18 Klaassen ·
19 Rijkhoff ·
20 Traoré ·
21 Van den Boomen ·
22 Pasveer ·
23 Berghuis ·
25 Weghorst ·
26 Rugani ·
27 Van Axel Dongen ·
28 Fitz-Jim ·
37 Šutalo ·
39 Godts ·
44 Regeer ·
64 Bounida ·
Coach: Heitinga
· Assistent-coach: Keizer